# تشارلي وليامز (لاعب كرة قدم مالطي)
تشارلي وليامز (بالإنجليزية: Charlie Williams)‏ (15 فبراير 1944 بفاليتا في مالطا - ) هو لاعب كرة قدم مالطي في مركز الوسط. شارك مع منتخب مالطا لكرة القدم. أما مع النوادي، فقد لعب مع نادي فاليتا وSan Diego Toros ‏ ودالاس تورنايدو وروتشستر لانسر ‏ وBoston Astros ‏ وPittsburgh Phantoms (NPSL) ‏ وSyracuse Scorpions ‏.

## وصلات خارجية
- تشارلي وليامز على موقع عالم كرة القدم.نت (الإنجليزية)